# Hans Widrich
Hans Widrich (* 3. Februar 1936 in Haberberg, Gemeinde Griffen) war von 1975 bis 1996 Pressechef der Salzburger Festspiele und im österreichischen Kulturleben tätig.

## Werdegang
Widrich stammt aus einer altansässigen Bauernfamilie, in der seit Generationen sowohl Deutsch wie auch Slowenisch gesprochen wurde.
1948 kam er an das Bischöfliche Internat Marianum in Tanzenberg, das mit einem Bundesgymnasium verbunden war, in dem er 1956 mit Auszeichnung maturierte.
Von 1956 bis 1963 studierte er Philosophie und Theologie in Klagenfurt und Graz; 1963 schloss er das Theologiestudium mit dem Dr. theol. ab.
Noch als Student erhielt er 1961 den Auftrag, das neu errichtete Afro-Asiatische Institut in Graz aufzubauen, dessen Neubau in der Leechgasse 1964 eingeweiht wurde.
1965 bis 1971 war er Pressereferent der Erzdiözese Salzburg und geschäftsführender Schriftleiter der Kirchenzeitung Rupertusblatt, Korrespondent der Kathpress und Mitglied des Kontaktkomitees der Diözese zu den politischen Parteien.
1971 bis 1974 war er Ressortchef für das Wochenmagazin der Salzburger Nachrichten.
Ab 1968 wirkte er nebenamtlich, von 1975 bis 1996 hauptberuflich, als Pressesprecher der Salzburger Festspiele.
1963 heiratete er Gerheid Kupelwieser, mit der er die Kinder Theresa, Virgil und Mechtild hat.

## Kulturpolitik
Als Mitarbeiter der Salzburger Festspiele engagierte sich Widrich für deren gesellschaftliche und programmatische Öffnung, insbes. für geistliche und zeitgenössische Musik. 1969 interessierte er ORF-Musikchef Otto Sertl für eine ständige Mitwirkung des neu konstituierten ORF-Symphonieorchesters bei den Festspielen. Er warb besonders auch für das moderne Schauspiel (Thomas Bernhard, Rolf Hochhuth, Peter Handke). In Verhandlungen mit Erzbischof Rohracher erwirkte er 1969 die Öffnung der Kollegienkirche für Veranstaltungen der Festspiele. Schließlich bereitete er die Festspiele auf die Heranziehung von Sponsoren vor. 1999 wirkte er in der Findungskommission für einen Festspielintendanten (Peter Ruzicka) mit. Von 1979 bis 1987 war Peter Handke im Kupelwieserschlössl Widrichs unmittelbarer Nachbar. und verfasste hier einen bedeutenden Teil seines frühen Werkes („Die Wiederholung“, „Die Abwesenheit“, „Über die Dörfer“) und zahlreiche Übersetzungen. Widrich und Handke, die sich seit ihrer gemeinsamen Internatszeit kannten, blieben miteinander befreundet. Als Handke 1987 von Salzburg fortzog, hinterließ er Widrich zahlreiche Fotografien und persönliche Gegenstände. Widrich baute in der Folgezeit eine umfangreiche Handke-Sammlung auf, die er 2009 der Österreichischen Nationalbibliothek als Dauerleihgabe überließ.
Im kirchlichen Bereich arbeitete Widrich beruflich und später ehrenamtlich für die Durchsetzung der Prinzipien des II. Vatikanischen Konzils. Er war 1968 gewähltes Mitglied der Salzburger Diözesansynode, 1974 des Österr. Synodalen Vorganges in Wien und 1996 des Salzburger Diözesanforums. Er war Pfarrgemeinderat in Salzburg-St. Blasius und am Salzburger Dom. Er publizierte mehrere Dokumentationen zur kirchlichen Zeitgeschichte.
1967 gründete Widrich in der Kustodie der Kollegienkirche die „Galerie am Markt“ für moderne Kunst und stellte die damalige österr. Avantgarde (Bruno Gironcoli, Wolfgang Hollegha, Josef Mikl, Peter Pongratz, Markus Prachensky, Drago Prelog, Erwin Reiter, Edda Seidl-Reiter) erstmals in Salzburg vor. Als Präsident des Salzburger Kunstvereins öffnete er das traditionsreiche Künstlerhaus für die aktuellen internationalen Strömungen. Erstmals in Salzburg: Ausstellungen von Max Ernst, Gonzales, Hajek, David Hockney, Alfred Manessier, Pier Paolo Pasolini, Robert Rauschenberg und Pierre Soulages. In der Serie „Palette“ konnten junge Künstler kostenlos ihre Arbeiten vorstellen. Ein neu geschaffenes Café im Künstlerhaus wurde sofort als Treffpunkt angenommen.
1979 verantwortete er mit Skulpturen von Pino Castagna die erste Großausstellung auf den Plätzen um den Salzburger Dom.
1979 gründete er den „Verlag Hans Widrich“ für elitäre Druckgrafik, insbes. für größere  Mappenwerke.

## Ehrenamtliche Aufgaben
- 1967 bis 1970 1. Vizepräsident der Katholischen Aktion Salzburg
- 1973 Vorstandsmitglied, 1976 bis 1979 Präsident des Salzburger Kunstvereins
- 1976 bis 1996 Vorstandsmitglied der Freunde der Salzburger Festspiele
- 1976 bis 1979 Landesobmann der Elternvereine an öffentlichen Pflichtschulen
- 1977 bis 1979 Mitglied des Landesschulrates als Elternvertreter
- 1977 bis 1981 Im Kunstbeirat des Bundesministeriums für Unterricht
- 1980 und 1982 Österr. Regierungskommissär für die „Biennale des jeunes artistes“ in Paris, 1985 deren offizieller Korrespondent
- 1993/1994 Präsident des Rotary Club Salzburg

## Auszeichnungen
- 1981 Goldenes Verdienstzeichen des Landes Salzburg
- 1986 Ehrenbecher des Landeshauptmanns von Salzburg
- 1988 Berufstitel Professor
- 1999 Berufstitel Hofrat
- 2006 Ehrenbecher der Salzburger Festspiele
- 2009 Paul Harris Fellow von Rotary International
- 2013 „Goldenes Doktordiplom“ (Theol.) an der Universität Graz
- 2022 Österreichisches Ehrenzeichen für Wissenschaft und Kunst I. Klasse
- 2023 Komtur im Ritterorden vom Hl. Grab zu Jerusalem